# 朝の天使
「朝の天使」（Angel of the Morning）は、ソングライターのチップ・テイラーが作詞作曲した楽曲。1967年にエヴィ・サンズが発表した。
メリリー・ラッシュ&ザ・ターナバウツのバージョン（1968年）が最初にヒットした。ジュース・ニュートンのカバー・バージョンもよく知られる。

## 概要
作者のテイラーはこう述べている。
ニューヨークへ向かって車を運転しているときだった。ラジオからローリング・ストーンズの『ルビー・チューズデイ』が流れたんだ。そのあとで僕は『朝の天使』を書いた。あの曲にほとばしる恋情のようなものをつかみたかった。
本作品は最初コニー・フランシスに提供されたが、彼女は情事を喚起させる詞が自分のイメージを損なうと考え、レコーディングを断った。
1967年にエヴィ・サンズが発表したが、ヒットしなかった。

## メリリー・ラッシュのカバー
1965年からクラブ・サーキットを続けていたメリリー・ラッシュ&ザ・ターナバウツ（Merrilee Rush & the Turnabouts）は1967年、ポール・リヴィア＆ザ・レイダーズの南部ツアーのオープニング・アクトを務めて、メンフィスを訪れた。ザ・レイダーズはアメリカン・サウンド・スタジオでアルバム『Goin' to Memphis』を制作することになるが、ラッシュはグループのリード・ボーカリストのマーク・リンゼイによってプロデューサーのチップス・モーマンに紹介された。さらに彼女はちょうど「朝の天使」にぴたりと合う女性歌手を求めて自費でデモテープをつくり続けていたベーシストのトニー・コグビルの目にもとまり、モーマンとコグビルによるラッシュを起用してのレコーディングが決まった。
1968年2月、シングル発売。ビルボード・Hot 100で7位を記録。カナダでは1位、オランダでは5位を記録した。ラッシュは本作品により、第11回グラミー賞（1969年3月開催）で最優秀女性ポップ・ヴォーカル・パフォーマンス賞にノミネートされた。
BMI調べによる「20世紀にアメリカのテレビやラジオで最もオンエアされた100曲」の第21位にランクされた。

## その他のカバー・バージョン
- ビリー・デイヴィス[7]
- ダニー・マイケルズ[8]
- P.P.アーノルド - 1968年のアルバム『カフンタ』に収録。シングルカットされた。
- レイ・コニフ・アンド・ザ・シンガーズ - 1968年のアルバム『Turn Around and Look at Me』に収録。
- ベティ・スワン - 1969年のアルバム『The Soul View Now!』に収録。
- スキータ・デイヴィス - 1969年のアルバム『The Closest Thing to Love』に収録。
- ザ・ニュー・シーカーズ - 1970年のアルバム『The New Seekers』に収録。
- ニーナ・シモン - 1971年のアルバム『ヒア・カムズ・ザ・サン』に収録。
- オリビア・ニュートン＝ジョン - 1972年のアルバム『Olivia』に収録。
- ジュース・ニュートン - 1981年のシングル。ビルボード・Hot 100の4位、アダルトコンテンポラリー・チャートの1位を記録した。